# شهرستان گلاسکوک
شهرستان گلاسکوک (به انگلیسی: Glascock County) یک شهرستان‌های جورجیا در ایالات متحده آمریکا است که در جورجیا واقع شده‌است. شهرستان گلاسکوک ۳۷۲٫۹۶ کیلومتر مربع مساحت دارد.